# Parque Zhongshan (Pequim)

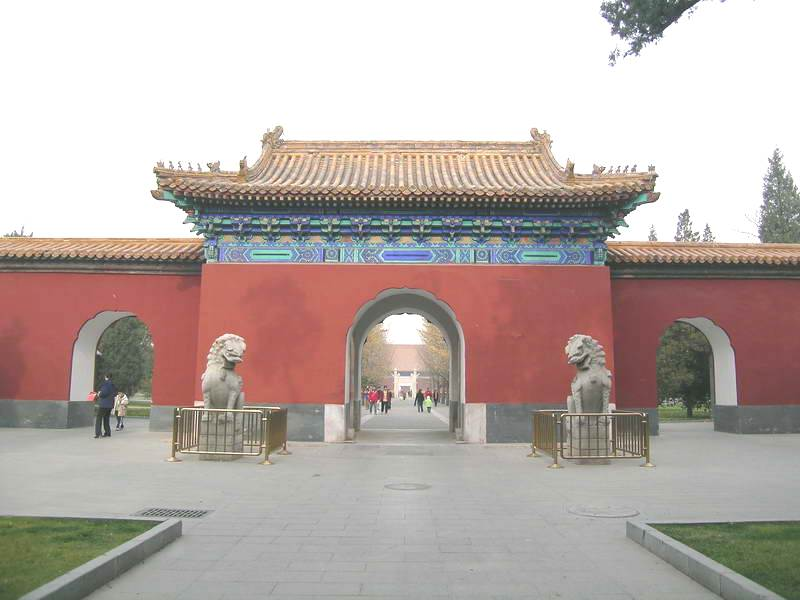
O Portão Sul do Parque

O Parque Zhongshan (Chinês: 中山公园/中山公園), é um antigo jardim imperial, agora é um parque público que fica a sudeste da Cidade Proibida no Distrito Dongcheng na parque central de Pequim.

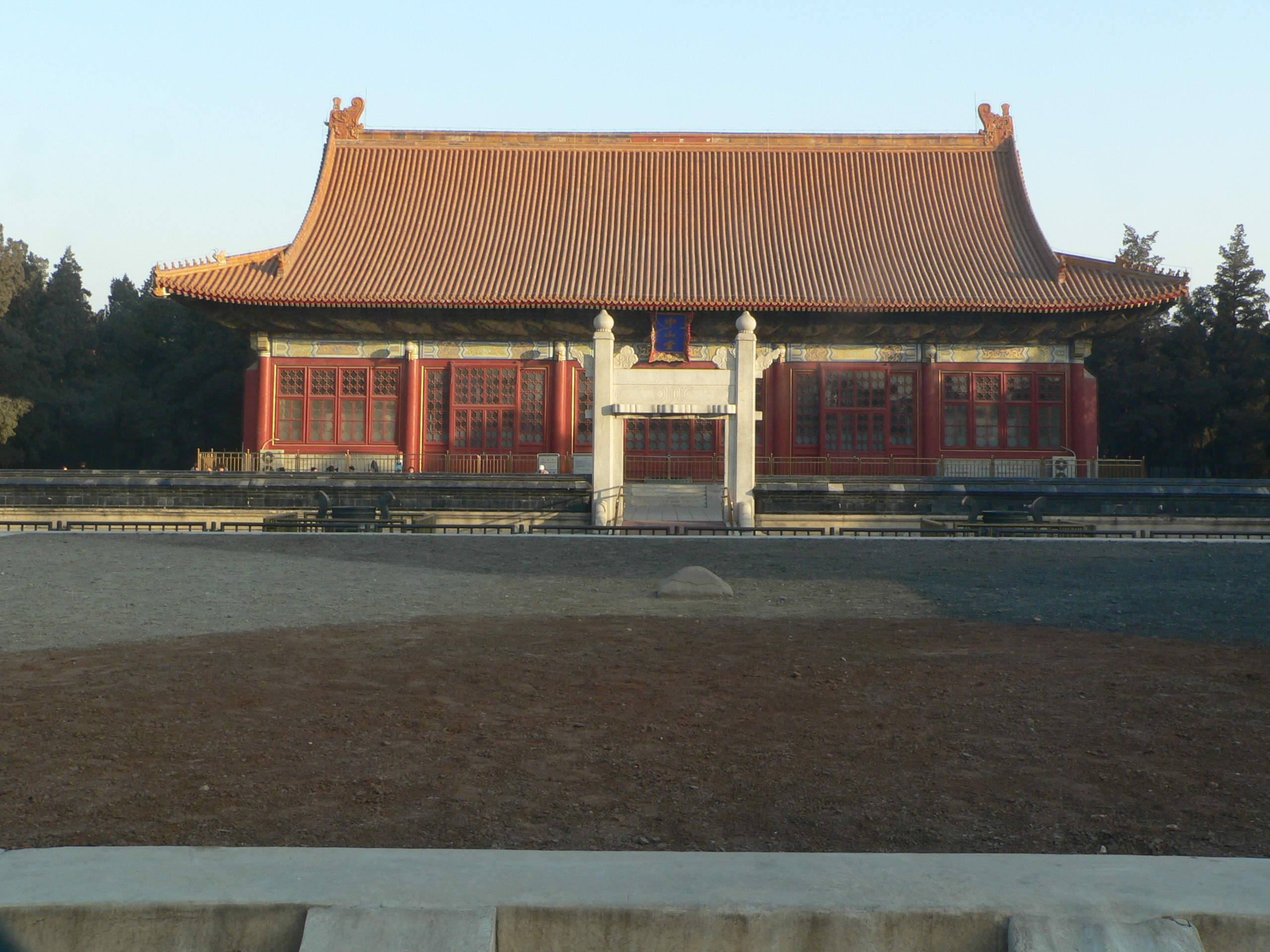
O "Altar da Terra e de colheitas "construído em 1421

De todos os jardins e parques que rodeiam a Cidade Proibida, tais como o Beihai e Jingshan, Zhongshan é indiscutivelmente o que têm a localização mais central de todos eles.  O Parque Zhongshan abriga o Altar da Terra e de Colheitas ou, em algumas traduções Altar da Terra e dos Cereais (Shejitan, 社稷坛), foi construído pelo Imperador Yongle  e é simetricamente oposto ao Templo Ancestral Imperial, e é onde os imperadores das dinastias Ming e Qing faziam oferendas aos deuses da terra e da agricultura. O altar é composto por um largo quadrado no centro do parque.
Em 1914, os terrenos do altar tinha-se tornado um parque público conhecido como o "Parque Central". Esse parque foi posteriormente rebaptizado em 1928 de Sun Yat-sen (Parque Zhongshan), em memória ao primeiro líder revolucionário da China que ajudou a trazer a primeira república era em 1911, que é como o parque é conhecido como hoje.
Muitos parques da China durante esse período também ficaram com este nome (ver Parque Zhongshan).
O Parque Zhongshan inclui vários salões e pavilhões construídos para os membros da família imperial, arcos de pedra e uma vegetação que alberga flores frescas em exibição durante todo o ano. A vegetação compreende 39 variedades de tulipas oferecidas ao parque em 1977 pela princesa da Holanda.
As suas coordenadas são 

## Galeria

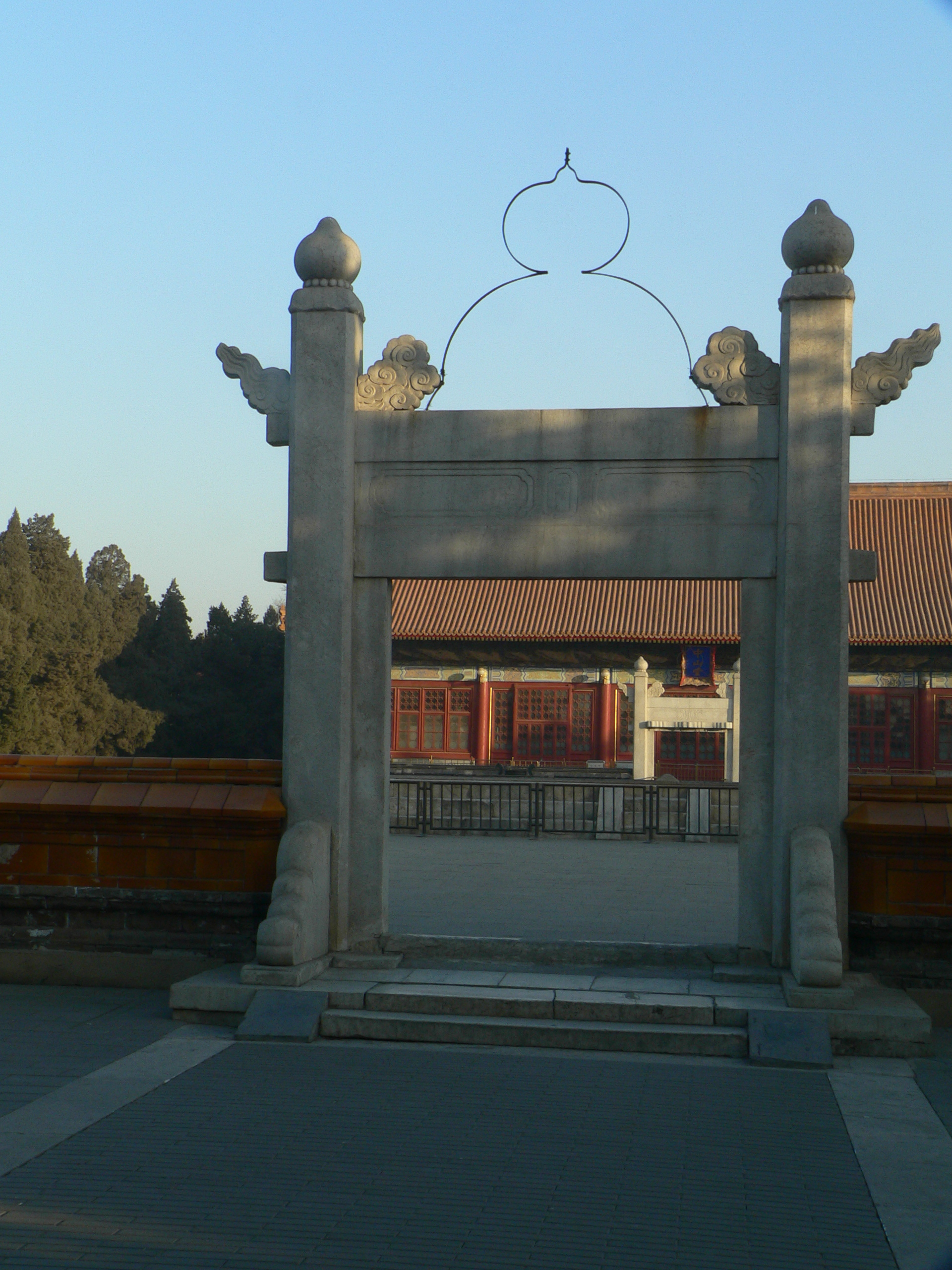
Altar da Terra e de Colheitas

- Ficheiro:Bj zsgy05.JPG
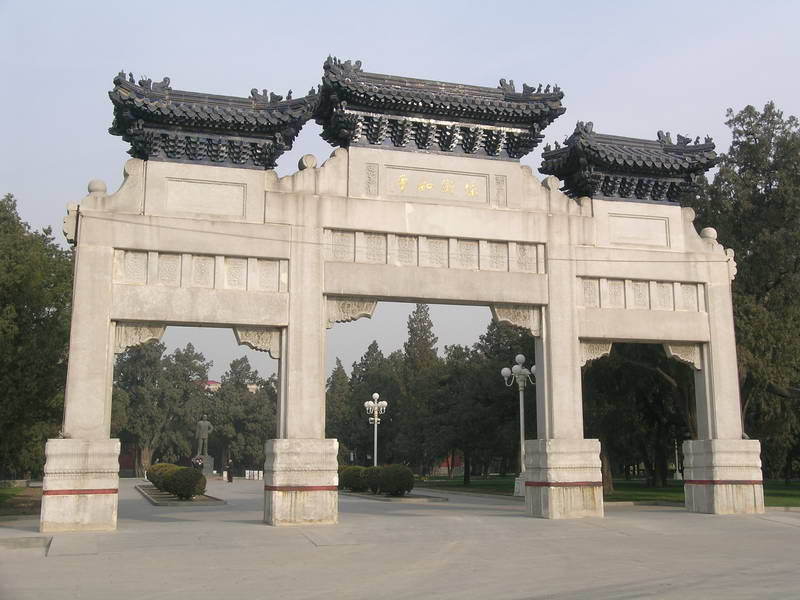
Este arco de pedra foi erguido pelo governo chinês (Qing) no momento para comemorar Barão von Kettler, morto durante o Movimento Yihetuanem em 1900
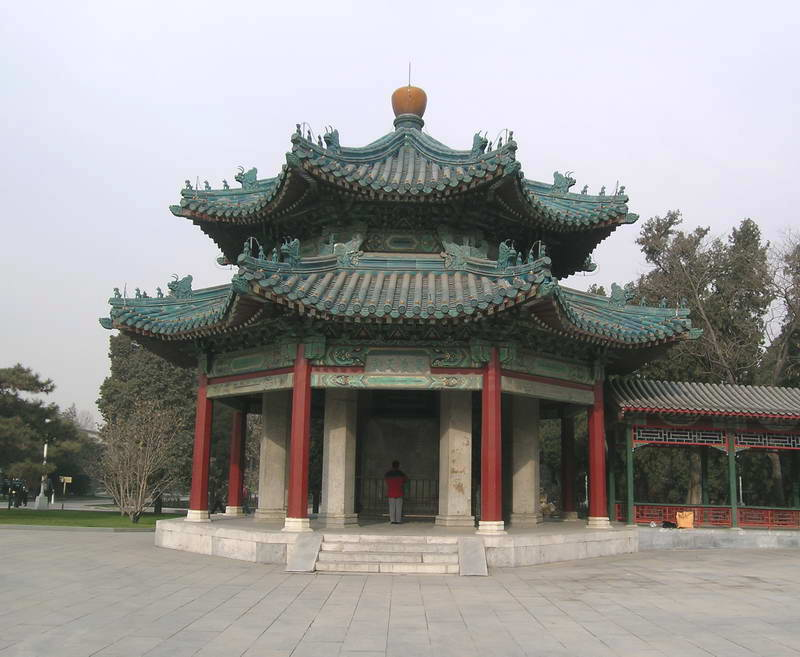
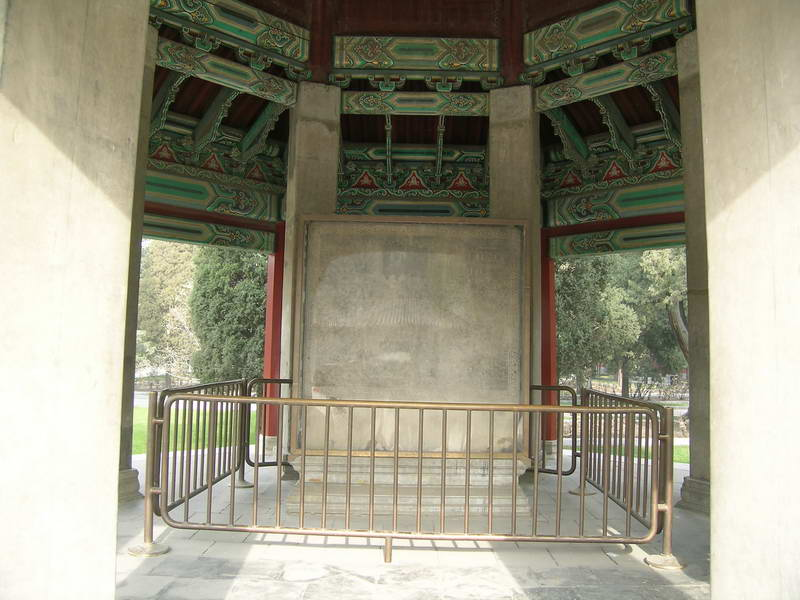
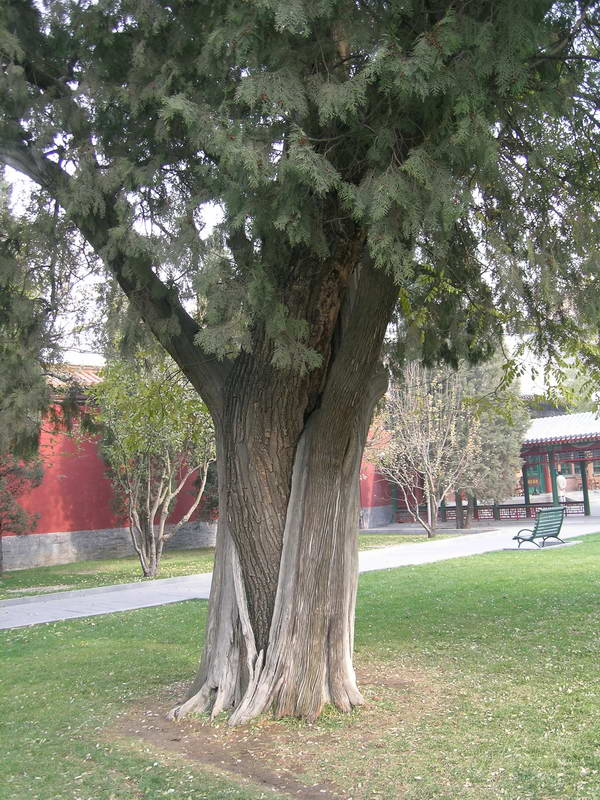

- Ficheiro:Bj zsgy06.JPG
- Ficheiro:Bj zsgy10.JPG